# Yann Choucq
Yann Choucq (Nantes, 11 d'abril del 1946) és un advocat bretó, especialitzat en drets de les minories nacionals d'Europa. Va crear el 1968 el grup polític bretó d'esquerres Sav Breizh amb Erwan Vallerie, Y. Jezequel. També fou un dels fundadors del Skoazell Vreizh, (Socors Bretó) amb Xavier Grall i Gwenc’hlan Le Scouëzec els anys 1970. També fou animador del comitè de Nantes Collectif breton pour la démocratie et les droits de l'homme. També ha estat advocat de militants bretons (procés del FLB, afer de Plévin, ...), dels manifestants de Plogoff, i de militants bascs.